# Florens z Hainaut
Florens z Hainaut (ur. ok. 1255, zm. 1297) – władca Księstwa Achai, w latach 1289 – 1297. Mąż Izabeli Villehardouin.
Był synem hrabiego Hainaut Jana I z Avesnes. Służył Karolowi II Kulawemu jako konstabl Królestwa Neapolu. Po ślubie z Izabelą Villehardouin, wskutek interwencji króla Francji Filipa IV Pięknego objął władzę w Achai.
Florens okazał się władcą rozważnym i mądrym, potrafiącym zdobyć sobie szacunek poddanych zarówno łacińskich jak i greckich. W 1290 roku zawarł rozejm z bizantyńskim zarządcą Mistry, przez co zapewnił Księstwu okres prosperity. W polityce zewnętrznej Florens starał się narzucić zwierzchnictwo Księstwu Aten. Wspierał także tendencje proandegaweńskie w sąsiednim Epirze. W 1290 roku wysłał posiłki dla Nicefora I, despotesa Epiru, zagrożonego najazdem bizantyńskim.